# Скалпей (Внутренние Гебридские острова)
Скалпей (англ. Scalpay) — остров в составе Внутренних Гебридских островов у северо-западного побережья Шотландии. По данным переписи 2011 года население острова составляло 4 человека.
Находится к востоку от острова Скай. Высшей точкой острова является гора Муллах-на-Карн (396 метров). Площадь Скалпея составляет 2483 гектара (24.83 км²). Большая часть поверхности острова покрыта вереском, остальная — насаждениями хвойных лесов. 2001 году на острове проживало десять жителей, а в 2011 году — четыре человека.
Дональд Монро дал следующее описание Скальпея в 1549 году:
Прекрасный охотничий лес, полный оленей, с небольшими лесами и маленькими поселениями, хорошо населёнными и ухоженными, с множеством удобных бухт, хороших для рыбалки, по наследству он принадлежит клану Маклейн из Дуарта.
Предположительно, название острова происходит от норвежского «ship island» («остров корабля»). Есть также версия, что древнескандинавское название острова Скалпрой означает «scallop island» («остров гребешков»).

## Галерея

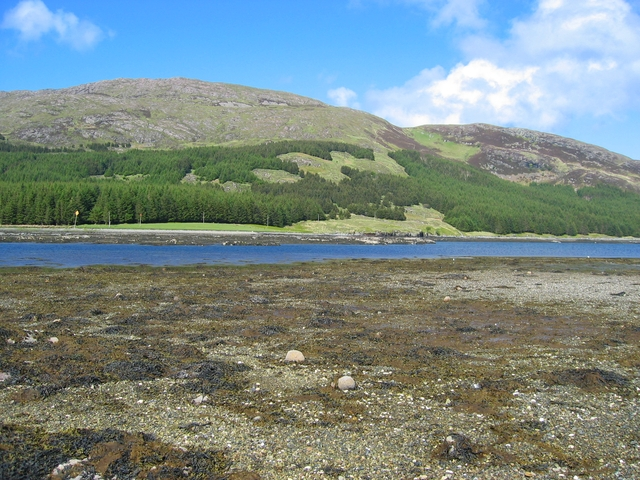
Пролив, отделяющий Скалпей от Ская во время отлива
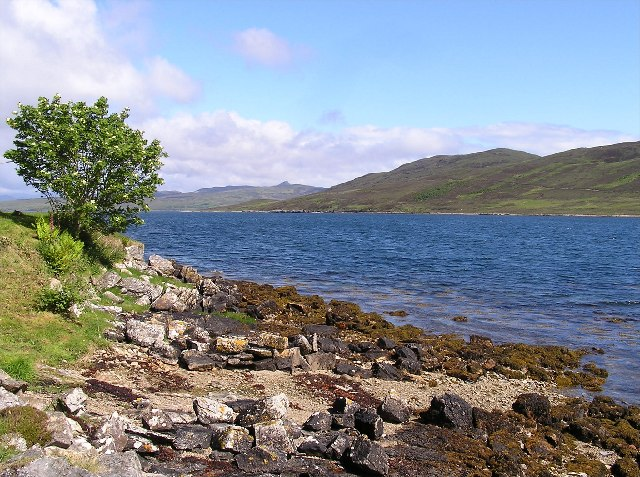
Берег острова
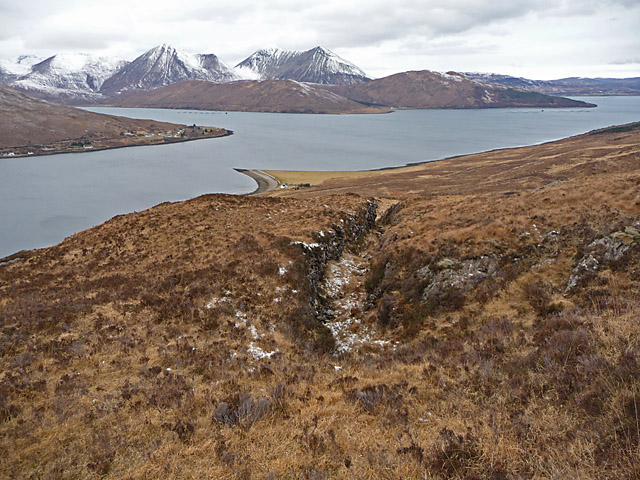
Ущелье на западных склонах горы Муллах-на-Карн